# High as Hope
High as Hope – czwarty album studyjny brytyjskiej grupy indiepopowej Florence and the Machine. Wydany został 29 czerwca 2018 roku przez wytwórnie Virgin EMI Records oraz Republic. Producentami albumu są Emilie Haynie i Florence Welch.
Album w Polsce uzyskał status złotej płyty.

## Lista utworów
Opracowano na podstawie materiału źródłowego.
1. „June” (Florence Welch) – 3:41
2. „Hunger” (Welch, Tobias Jesso Jr., Emilie Haynie i Thomas Bartlett) – 3:34
3. „South London Forever” (Welch, Brett Shaw) – 4:22
4. „Big God” (Welch, Jamie Smith) – 4:01
5. „Sky Full of Song” (Welch, Haynie, Bartlett) – 3:46
6. „Grace” (Welch, Haynie, Jesso, Sampha Sisay) – 4:48
7. „Patricia” (Welch, Haynie, Bartlett) – 3:37
8. „100 Years” (Welch) – 4:58
9. „The End of Love” (Welch, Jesso) – 4:41
10. „No Choir” (Welch, Haynie, Andrew Wyatt) – 2:29